# Orde op zaken in Santiago

De ligging van Chili in Zuid-Amerika.

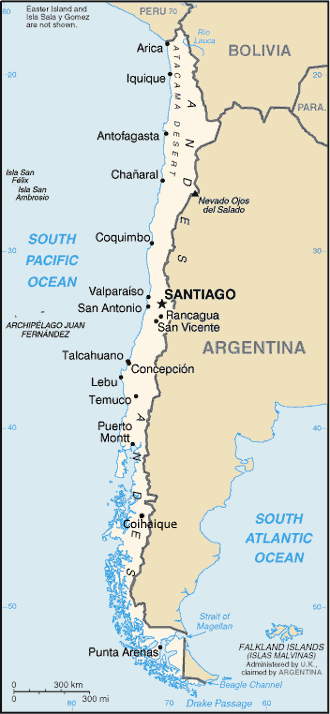
Een overzichtskaart van Chili.

Orde op zaken in Santiago is een spionageroman van auteur Gérard de Villiers en is het 39e deel uit de S.A.S.-reeks met als protagonist de Oostenrijkse prins en freelance CIA-agent Malko Linge.

## Het verhaal
De junta onder leiding van Generaal Pinochet regeert met ijzeren hand over Chili. De geheime politie, de DINA, jaagt elke tegenstander van het regime op.
Malko wordt door de CIA naar Chili gezonden om Carlos Geranios, een tegenstander van het bewind, veilig het land uit te krijgen. Geranios heeft vele opdrachten van de CIA vervult met als doel het destabiliseren van de junta.
Geranios is echter spoorloos verdwenen en Malko dient hem op te sporen voordat de DINA Geranios lokaliseert. Malko dient echter ook zelf uit handen van de DINA zien te blijven om geen wrede martelingen te ondergaan in de beruchte ondervragingskamers. Ondervragingskamers die niemand levend weer verlaat.

## Personages
- Malko Linge, een Oostenrijkse prins en CIA-agent;
- Carlos Geranios, een felle tegenstander van de Argentijnse junta;